# Lugental (bei Ladings)
Lugental (auch: Lugenthal, Lobental) ist ein abgekommener Ort im heutigen Gemeindegebiet von Lichtenau im Waldviertel oder Albrechtsberg an der Großen Krems im Waldviertel in Niederösterreich. Die Ortslage dürfte in das Hochmittelalter datieren, und ist vermutlich im 17./18. Jahrhundert aufgegeben worden.

## Geographie
Lugental lag an der großen Krems, etwa 23 Kilometer nordwestlich von Krems an der Donau, im Schluchttal der Krems, bei Ladings westlich von Scheutz und bei Eppenberg (Katastralgemeinde Albrechtsberg).
Der Ort umfasste um die 5 Häuser, darunter die Breinmühle,  den Jaidhof, und den Hörndl-Bauer.

## Geschichte
Der Ort erscheint in einer Urkunde als Lvogental. Der Abt Wezelo von Stift Göttweig klagte gegen einen Ulrich Trumil wegen Zinsverweigerung für einige gepachtete Güter des Stiftes, und Herzog Leopold VI. bestätigte das Urteil. Diese Urkunde wurde auf circa 1216 datiert. Im Urbar von Göttweig ist es 1302 als “de molendino in Lugental aput Ledings” (‚von der Mühle in Lugental bei Ladings‘) nachweislich. Damals gehörte es zum Officium in Rauna et Chotans (Rentamt Ranna und Kottes).
Für 1590 sind dort 5 Häuser nachgewiesen. 1619, im Dreißigjährigen Krieg, wurde die Ortslage von Soldtruppen des Kaisers, besonders Wallonen und Kosaken, geplündert. 1664 findet sich Lugental nochmals erwähnt, Abt Gregor II. Heller gab es tauschweise dem Adam Maximilian Graf von Trautmannsdorf, Herr zu Prunn und Lichtenau, gegen andere Zehente in der dortigen Gegend.
Die Administrativkarte der 1870er Jahre führte im Langental westlich Scheutz nurmehr ein Ried Oedfeld, dort ist der Ort wohl zu vermuten.